# Talasoterapia
Talasoterapia (gr. thalassa – morze) – forma terapii, wykorzystująca morski klimat, morską wodę, muł, glony, piasek, wodorosty, błoto, a także inne substancje pochodzące z morza jako czynnik terapeutyczny. 
Ciepła woda morska oraz wyciąg z glonów morskich umożliwiają wnikanie do skóry ciała minerałów oraz witamin, co sprzyja odnowie komórek, zwiększa przepływ krwi oraz metabolizm. Sól morska jest lekiem na choroby skórne oraz zranienia, stosowana jest do leczenia chorób skóry, takich jak trądzik, egzema i łuszczyca. Wodorosty są bogate w sód i potas, wspomagają regulację poziomu wody w organizmie oraz zwalczające zatrzymywanie płynów. Talasoterapia zbawiennie wpływa na takie choroby jak: schorzenia dróg oddechowych, reumatyzm, grzybica, niedoczynność tarczycy, osteoporoza, bezsenność, niska odporność, bóle kręgosłupa, neurodermia i łuszczyca.
Talasoterapia wykorzystywana jest też jako forma terapii zajęciowej.